# Epitola nigra
Epitola nigra är en fjärilsart som beskrevs av Bethune-Baker 1903. Epitola nigra ingår i släktet Epitola och familjen juvelvingar. Inga underarter finns listade i Catalogue of Life.